# اردوگاه پناهندگان واسیلیکا
اردوگاه پناهندگان واسیلیکا (انگلیسی: Vasilika refugee camp) اردوگاهی است در روستای ترمی در مقدونیه مرکزی. این اردوگاه که در ۱۴ ژوئن ۲۰۱۶ افتتاح شد، در یک انبار قدیمی واقع شده و توسط ارتش یونان اداره می‌شود.
مقامات یونان اعلام کردند که پناهندگان مستقر در این اردوگاه عمدتاً سوری و عراقی هستند که از اردوگاه‌های دیگر یونان به واسیلیکا منتقل شده‌اند.
در تاریخ ۲۳ ژوئن ۲۰۱۶ قریب به ۱۲۰۵ پناهنده در این اردوگاه ثبت نام شدند. برخی از پناهندگان نسبت به امکانات، مواد غذایی و شرایط نامناسب اردوگاه به رسانه‌ها اعتراض کردند.